# Laneuville (Chiny)
Pour les articles homonymes, voir Laneuville.
Laneuville est un hameau de la ville et commune belge de Chiny situé en Région wallonne dans la province de Luxembourg.
Avant la fusion des communes de 1977, Laneuville faisait partie de la commune d'Izel.

## Situation
Cette localité gaumaise se situe en rive droite de la Semois en aval du village de Moyen. Chiny se trouve à 8 km en aval de la Semois et Jamoigne à 3,5 km en amont.
Le hameau se compose de quatre rues : Laneuville et la rue du Charmois (situées en bord de Semois), les rues des Croisettes et des Fourneaux.
Aucun édifice religieux n'est recensé dans le hameau.